# Загірцівська сільська рада
Загі́рцівська сільська́ ра́да — адміністративно-територіальна одиниця та орган місцевого самоврядування в Лановецькому районі Тернопільської області. Адміністративний центр — село Загірці.

## Загальні відомості
- Територія ради: 3,5 км²
- Населення ради: 930 осіб (станом на 2001 рік)

## Населені пункти
Сільській раді були підпорядковані населені пункти:
- с. Загірці
- с. Михайлівка

## Склад ради
Рада складалася з 15 депутатів та голови.
- Голова ради: Колиба Любов Самійлівна

### Керівний склад попередніх скликань
| Прізвище, ім'я, по батькові  | Основні відомості                                                             | Дата обрання | Дата звільнення |
| ---------------------------- | ----------------------------------------------------------------------------- | ------------ | --------------- |
| Бачинський Дмитро Сергійович | Сільський голова, 1958 року народження, член Народного Руху України           | 26.03.2006   | 22.01.2010      |
| Колиба Любов Самійлівна      | Сільський голова, 1956 року народження, освіта незакінчена вища, позапартійна | 31.10.2010   |                 |

Примітка: таблиця складена за даними сайту Верховної Ради України

### Депутати
За результатами місцевих виборів 2010 року депутатами ради стали:

#### За суб'єктами висування
| Суб'єкт висування                                       | Кількість обраних депутатів | %    |
| ------------------------------------------------------- | --------------------------- | ---- |
| Політична партія Всеукраїнське об'єднання «Батьківщина» | 5                           | 33,3 |
| Самовисування                                           | 5                           | 33,3 |
| Народна партія                                          | 3                           | 20   |
| Єдиний Центр                                            | 2                           | 13,3 |

#### За округами
| № округу                                                | Прізвище, ім'я, по батькові    | Дата визнання обраним | Освіта             | Партійна приналежність                        | Відомості про обраного депутата                                         |
| ------------------------------------------------------- | ------------------------------ | --------------------- | ------------------ | --------------------------------------------- | ----------------------------------------------------------------------- |
| Єдиний Центр                                            |                                |                       |                    |                                               |                                                                         |
| 2                                                       | Терещук Сергій Анатолійович    | 04.11.2010            | вища               | член Єдиного Центру                           | Кременецький пед. інститут, студент                                     |
| 12                                                      | Цебрій Андрій Іванович         | 04.11.2010            | середня            | позапартійний                                 | пенсіонер                                                               |
| Народна Партія                                          |                                |                       |                    |                                               |                                                                         |
| 4                                                       | Колісник Тетяна Петрівна       | 04.11.2010            | вища               | член Народної партії                          | Дит.садок с. Михайлівка, вихователь                                     |
| 9                                                       | Колеснік Людмила Василівна     | 04.11.2010            | вища               | член Народної партії                          | Загірцівська сільська рада, бухгалтер                                   |
| 10                                                      | Соляр Віктор Васильович        | 04.11.2010            | середня            | член Народної партії                          | Тернопільське вище ПУ, студент                                          |
| Політична партія Всеукраїнське об'єднання «Батьківщина» |                                |                       |                    |                                               |                                                                         |
| 3                                                       | Любчак Ольга Романівна         | 04.11.2010            | середня спеціальна | член Всеукраїнського об'єднання «Батьківщина» | тимчасово не працює                                                     |
| 5                                                       | Ковальчук Галина Анатолівна    | 04.11.2010            | середня спеціальна | член Всеукраїнського об'єднання «Батьківщина» | тимчасово не працює                                                     |
| 6                                                       | Михальчук Галина Богданівна    | 04.11.2010            | середня спеціальна | член Всеукраїнського об'єднання «Батьківщина» | тимчасово не працює                                                     |
| 7                                                       | Карабін Євгенія Федорівна      | 04.11.2010            | середня спеціальна | член Всеукраїнського об'єднання «Батьківщина» | тимчасово не працює                                                     |
| 11                                                      | Федоришин Микола Васильович    | 04.11.2010            | середня            | член Всеукраїнського об'єднання «Батьківщина» | Загірцівська школа І-ІІ ст., опалювач                                   |
| Самовисування                                           |                                |                       |                    |                                               |                                                                         |
| 1                                                       | Слободюк Надія Іванівна        | 04.11.2010            | середня            | член Народної партії                          | Страхове агентство «Оранта», страховий агент                            |
| 8                                                       | Цебрій Олег Вікторович         | 04.11.2010            | вища               | позапартійний                                 | Тернопільський національний технічний університет ім. І. Пулюя, студент |
| 13                                                      | Басюк Олександр Олександрович  | 04.11.2010            | середня спеціальна | член Всеукраїнського об'єднання «Батьківщина» | Дит.сад с. Краснолука, столяр                                           |
| 14                                                      | Рижевська Галина Володимирівна | 04.11.2010            | вища               | позапартійна                                  | тимчасово не працює                                                     |
| 15                                                      | Гайковий Володимир Русланович  | 04.11.2010            | середня спеціальна | позапартійний                                 | тимчасово не працює                                                     |